# Plac Maxa Borna we Wrocławiu
Plac Maxa Borna, plac Maksa Borna – jeden z placów Wrocławia, położony w centrum miasta, na osiedlu Nadodrze. Upamiętnia niemieckiego fizyka, noblistę Maksa Borna.
Plac od zachodu i południa ograniczony jest zakolem koryta Odry, od północy ulicą Dubois i Mieszczańską (na tym odcinku niezabudowanymi). Od wschodu zamyka go kilka budynków: niepubliczna przychodnia oraz jeden nowy blok mieszkalny (z wejściem od Cybulskiego). W 2009 i 2010 centralna część placu jest ogrodzona i zajęta przez parking samochodowy. Na plac wychodzi tylko jedna ulica – Wojciecha Cybulskiego. Plac posiada nawierzchnię wykonaną z granitowej kostki brukowej, część placu przykryta jest trawnikami.

## Historia
Do schyłku XVIII wieku na terenie obecnego placu znajdowały się ogrody i tereny zielone, według niektórych źródeł również strzelnica bractwa kurkowego istniejąca tu od XVI w aż do 1772 roku. W czasie rozbudowy fortyfikacji wokół Wrocławia (od 1772) rejon ten wchodził w skład fortyfikacji Schiesswerder-Schanze. Po zburzeniu umocnień wokół miasta (w 1807 i latach późniejszych) na terenie obecnego placu zbudowano duże magazyny soli (widoczne na planach z 1831 i 1853, istniejące do 1870) i wytyczono ulicę Salzgasse (dzisiejsza Cybulskiego), która dochodziła tu do Odry, a jej odgałęzienie – krótki końcowy odcinek skręcający na północ – obramiał magazyny od wschodu. Odcinek ten, będący dziś wschodnim krańcem placu Borna, około 1875 wydzielono z Salzgasse i włączono do Schiesswerder Strasse (dziś Kurkowej). Zachodni, nadbrzeżny kraniec dzisiejszego placu stanowiła Wilhelmsufer („nabrzeże Wilhelma”, od imienia cesarza Wilhelma I), biegnąca wzdłuż Odry i widoczna na planie z 1875. Wkrótce potem cały rejon został zabudowany czteropiętrowymi kamienicami czynszowymi, co jest widoczne na pocztówkach z epoki i na planach miasta. Około 1936 zbudowano wedle projektu Rudolfa Kühna utrzymany zasadniczo w formach modernistycznych ze wpływami reprezentacyjnej architektury III Rzeszy istniejący do dziś ciąg budynków użyteczności publicznej między Cybulskiego a Odrą, obejmujący również duży, istniejący do dziś, gmach przy placu Borna. W ciągu tym, do roku 1945 znajdował się urząd pracy Arbeitsamt – urząd skarbowy i celny. W czasie oblężenia Wrocławia w 1945 ciąg ten nie uległ zburzeniu, natomiast pozostała zabudowa na terenie wyznaczonym przez plac, leżąca bliżej Wilhembrücke (Mostu Mieszczańskiego), była zniszczona w bardzo znacznym procencie (65-100%) i została w późniejszych latach rozebrana, co doprowadziło do powstania nienazwanego wówczas placu. Dawne Wilhelmsufer przemianowano na Wybrzeże Zawiszy Czarnego. W 1956 na miejscu ulicy Wybrzeże Zawiszy Czarnego, zachodniego krańca ulicy Cybulskiego, dochodzącego do Odry, południowego krańca ulicy Kurkowej i dawnych budynków leżących między nimi, oficjalnie powstał plac, nazwany imieniem Dąbrowszczaków, pod którą nazwą funkcjonował do końca 1 stycznia 1992 roku, kiedy zyskał obecne miano. Wychodzącą na plac część wspomnianego wyżej ciągu z 1936 objął w 1948 r. Komitet Wojewódzki PZPR, który mieścił się tu do 1989 roku. Następnie budynek przejął Uniwersytet Wrocławski, przeznaczając go na potrzeby Instytutów Fizyki Teoretycznej i Doświadczalnej oraz Instytutu Nauk Geologicznych. W 1996 r. ukończono dobudowany do przedwojennego kompleksu postmodernistyczny gmach ze szklaną rotundą mieszczący biblioteki naukowe fizyki i geologii, duże audytorium i stołówkę akademicką, całość projektu Ewy Frankiewicz.